# 見波潔
見波 潔（みなみ きよし）は、日本の国土交通技官。技術士 (総合技術監理部門)、技術士 (建設部門) 、土木学会フェロー、土木学会認定特別上級土木技術者（総合）。豊田市助役や、高知県土木部長、土木研究所つくば中央研究所技術推進本部長、岩盤削孔協会会長、日本建設機械施工協会施工技術総合研究所長等を歴任した。

## 人物・経歴
京都府出身。1977年京都大学工学部卒業。1979年京都大学大学院工学研究科修了、建設省入省。建設省東北地方建設局道路部道路計画第一課長等を経て、1991年建設省東北地方建設局酒田工事事務所長。1994年建設省中部地方建設局静岡国道工事事務所長。
建設省道路局企画課建設専門官を経て、1996年国土開発技術研究センター研究第二部部長。1998年豊田市助役。2001年国土交通省道路局企画課道路防災対策室長。2003年高知県土木部長、土木学会四国支部商議員。
2005年国土技術政策総合研究所企画部評価研究官。2006年土木研究所つくば中央研究所特別研究監。同年土木研究所つくば中央研究所技術推進本部長。2008年国土交通省大臣官房付、辞職、岩盤削孔協会会長。2011年日本トンネル技術協会理事。
日本建設機械施工協会施工技術総合研究所所長、DJM工法研究会会長、日本建設機械施工協会施工技術総合研究所顧問、村本建設専務執行役員（i-Construction担当）、全国圧入協会監事等も歴任した。
2023年秋の叙勲で瑞宝小綬章受章。